# Союзпатент
Союзпатент — российская компания, действующая в сфере защиты интеллектуальной собственности и являющаяся правопреемником Всесоюзного объединения патентных поверенных «Союзпатент» Торгово-промышленной палаты СССР, которое до 1990-х годов выступало монополистом на рынке зарубежного патентования СССР.
18 октября 1921 года в Петрограде была образована Северо-Западная областная торговая палата, преобразованная в 1927 году во Всесоюзно-Западную торговую палату (ВЗТП). (Торгово-промышленная палата Российской Федерации). Одной из функций ВЗТП было ведение дел в Комитете по изобретениям в качестве патентного поверенного.

После образования 28 мая 1932 г. Всесоюзной торговой палаты Патентное бюро при ВТП оставалось в Ленинграде до 1938 года, когда оно переехало в Москву и было преобразовано в Патентный отдел ВТП.
После ликвидации в СССР института частных патентных поверенных патентное бюро при ВТП (в дальнейшем патентный отдел, Управление по патентованию изобретений, В/О «Союзпатент») оставалось единственным патентным поверенным в Советском Союзе, уполномоченным на оказание патентно-правовых услуг иностранным клиентам. Иностранные заявители были обязаны при подаче документов в патентное ведомство СССР пользоваться услугами организации. Аналогично, подача заявок в зарубежные страны осуществлялась советскими организациями и гражданами только через ТПП РФ (В/О «Союзпатент»)
В 1963 года патентный отдел ВТП реорганизован в Управление по патентованию изобретений (УПИ).
После преобразования в 1972 году Всесоюзной торговой палаты в Торгово-промышленную палату СССР (ТПП СССР) управление получило название Управление по патентованию изобретений ТПП СССР.
18 апреля 1985 году на базе Управления по патентованию изобретений ТПП СССР создано Всесоюзное хозрасчётное объединение «Союзпатент» (В/О «Союзпатент»).)
После распада Советского Союза компания «Союзпатент», утратившая монопольное положение на рынке, сменила организационно-правовую форму и стала обществом с ограниченной ответственностью.